# 紐伯里 (印第安纳州)
紐伯里（英語：Newberry）是一個位於美國印地安納州格林縣的城鎮。

## 人口
根據2010年美國人口普查的數據，紐伯里的面積為1.24平方千米，當中陸地面積為1.24平方千米，而水域面積為0.00平方千米。當地共有人口193人，而人口密度為每平方千米156人。